# Hedy d’Ancona

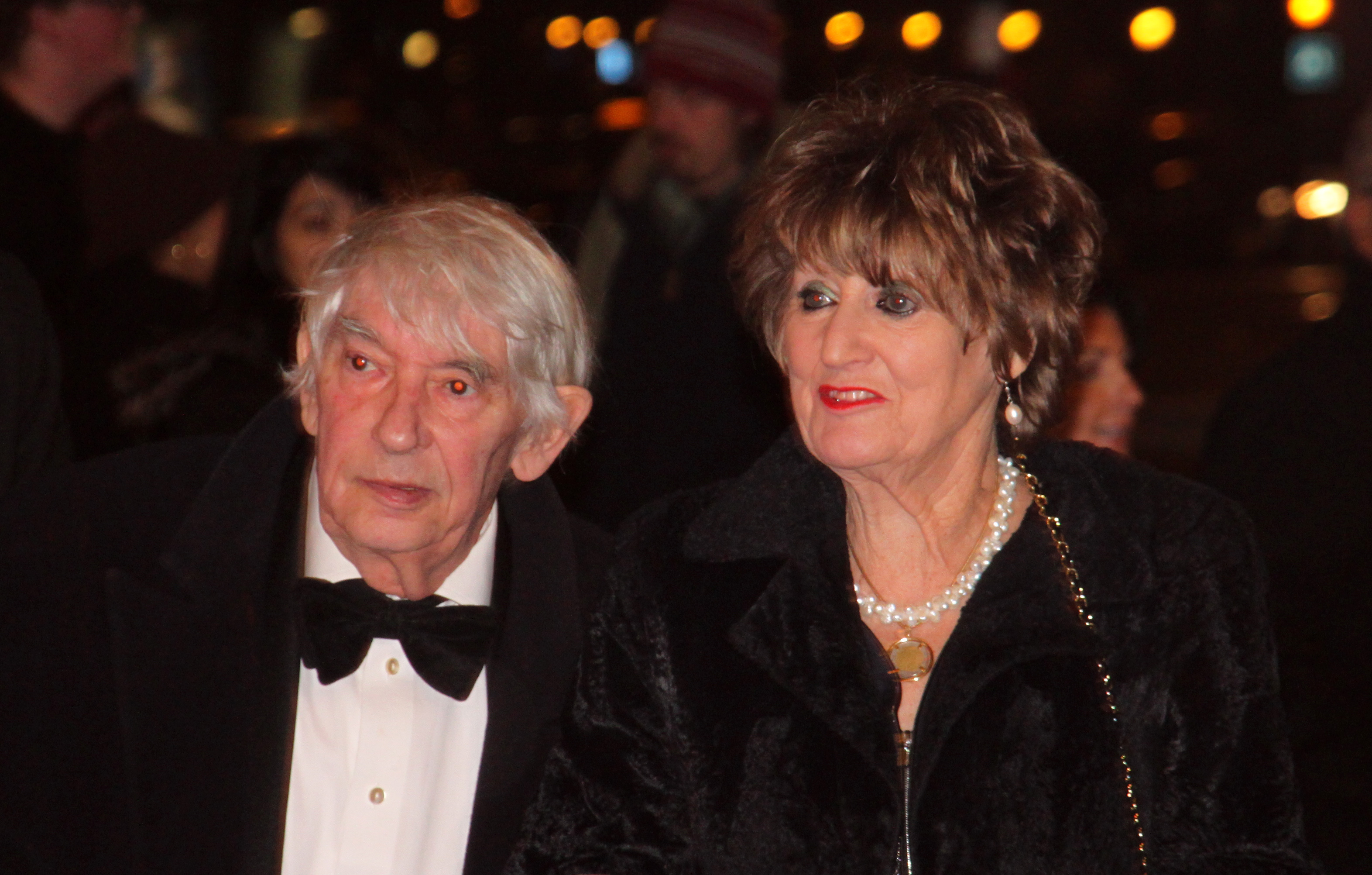
Hedy d’Ancona mit dem Kunstmaler Aat Veldhoen (2010)

Hedwig „Hedy“ d’Ancona (* 1. Oktober 1937 in Den Haag) ist eine niederländische Politikerin, Geographin und Soziologin.

## Politische Karriere
Hedy d’Ancona war zu Beginn ihrer politischen Laufbahn zunächst von 1981 bis 1982  Staatssekretärin für Soziales und Arbeit sowie von 1989 bis 1994 Ministerin für Soziales, Sport und Gesundheit im Kabinett von Ministerpräsident Ruud Lubbers; außerdem beschäftigte sie sich mit Streitfragen wie der Gleichberechtigung zwischen Mann und Frau. Sie war von 1984 bis 1989 sowie von 1994 bis 1999 Abgeordnete des Europäischen Parlaments und saß für die Partij van de Arbeid in der ersten Kammer des Niederländischen Parlaments.

## Oxfam
Von April 1995 bis Juni 2004 war sie Vorsitzende der Oxfam Novib und hatte in dieser Zeit auch die Funktion als 2. Vorsitzende der Oxfam International inne.